# Уйгурская диаспора

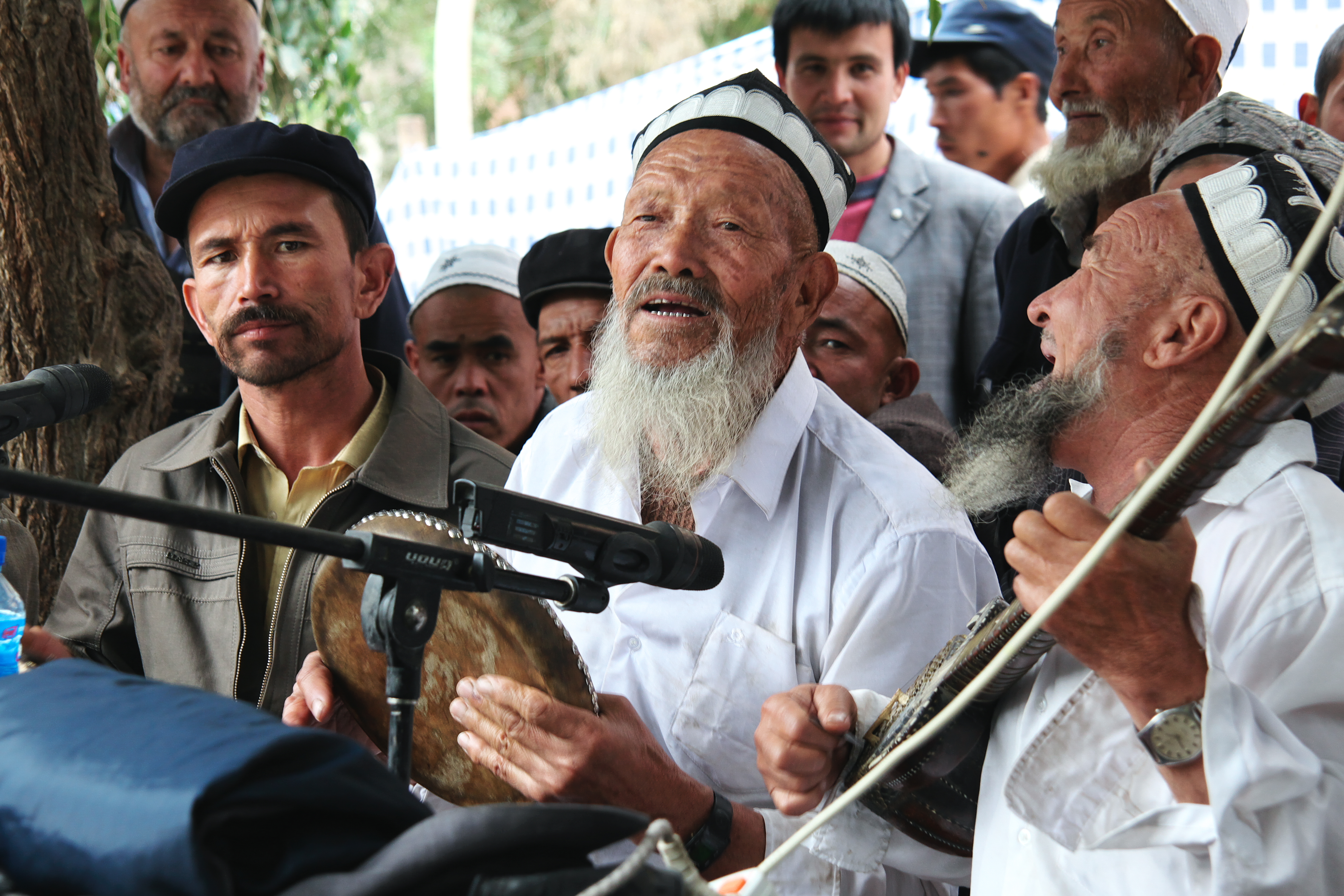
Уйгуры Восточного Туркестана

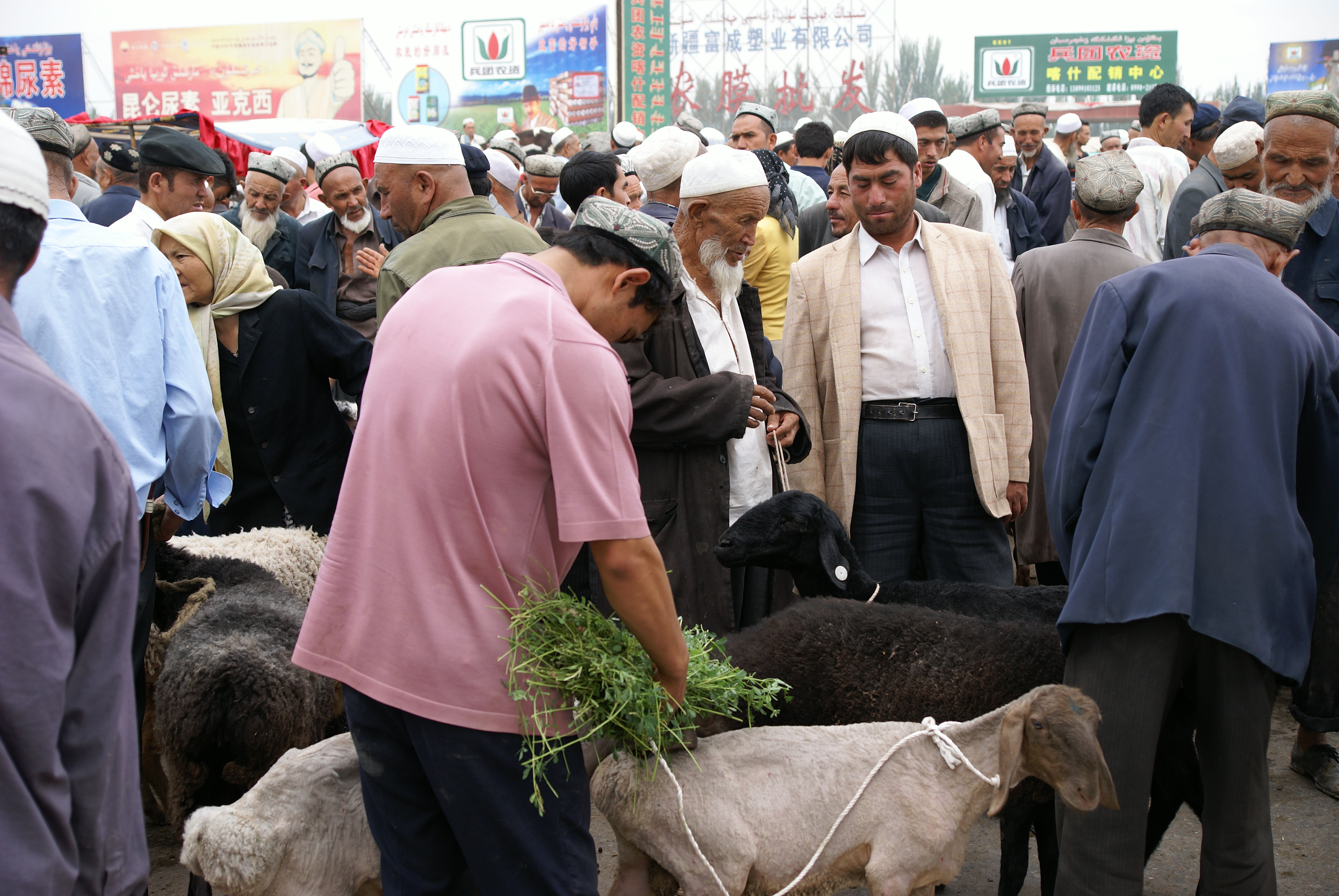
Мусульмане-уйгуры на скотном рынке в Кашгаре

Уйгурская диа́спора, Иттипак (уйг. ئۇيغۇر دىئاسپورا‎) — общины уйгур, проживающих за пределами Восточного Туркестана. Население Синьцзяна составляет на 2020 год 25,85 млн, из них 11,77 млн уйгуров. Общая численность уйгурской диаспоры составляет несколько миллионов. Вопрос, являются ли проживающие все Восточного Туркестана уйгуры диаспорой, или это приграничный народ, обсуждается среди учёных, но в официальных документах уйгуров их называют именно диаспорой. Особенностью уйгурской диаспоры является консолидированность и компактное проживание. На самом деле, местом компактного проживания уйгуров изначально был Синьцзян, откуда последовательными волнами происходило бегство уйгуров после китайских мероприятий. Наблюдается и обратная тенденция: в связи с тем, что даже арабские страны не решаются портить отношения с Китаем, мигрантов-уйгуров выдают в Китай с мотивировкой поддержки синьцзянского сепаратизма.

## Численность уйгур в мире
- Китай, в Синьцзяне на 2020 год 11 774 538[1]
- Казахстан 290 337 (2021)[4]
- Кыргызстан 61 033 (2022)[5]
- Узбекистан 50 тыс (2023)[6]
- Турция 50 тыс (2023)[6]
- Саудовская Аравия 20 тыс (2023)[6]
- США 10 тыс (2023)[6]